# Турильче

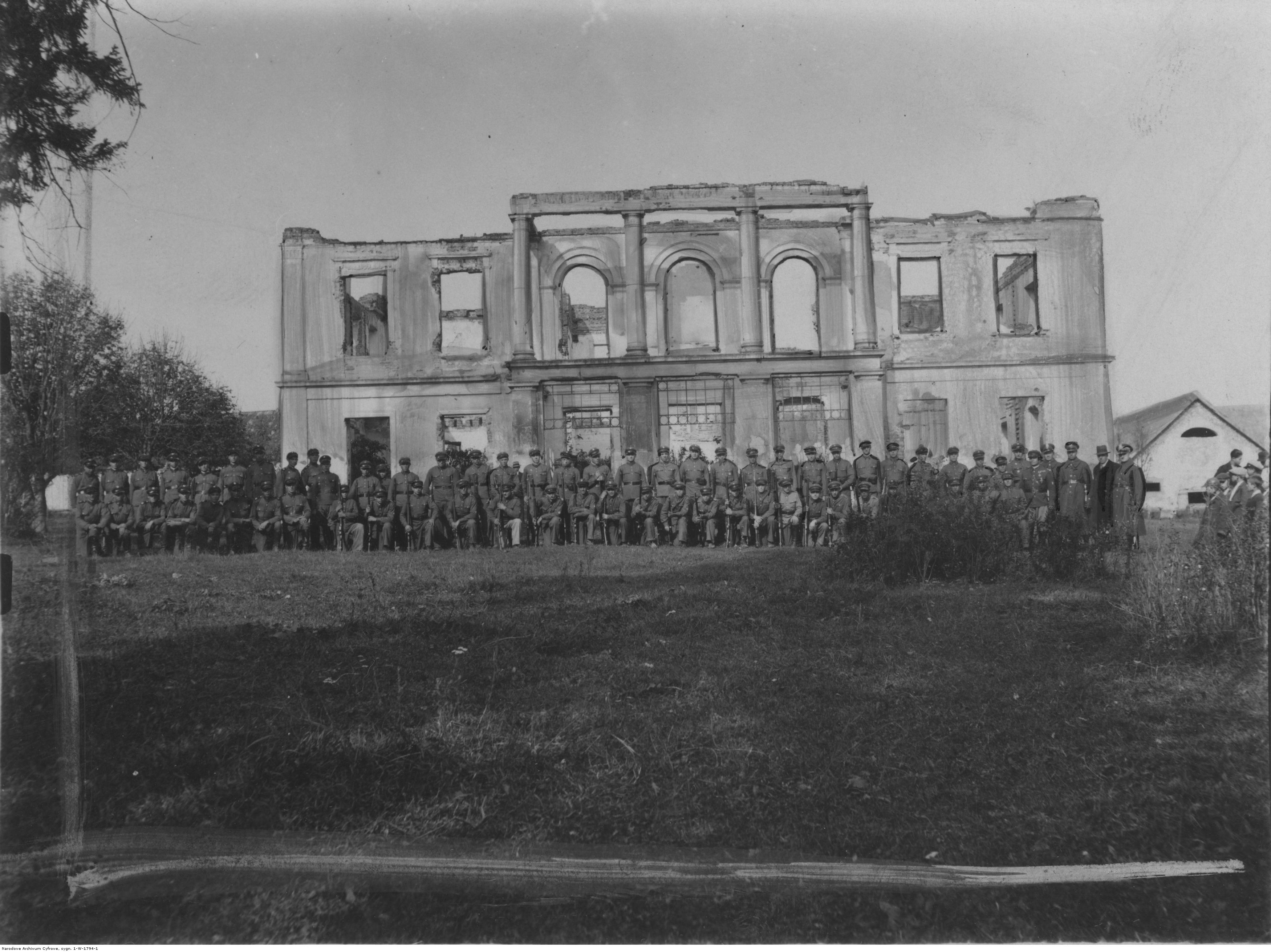
Групповая фотография роты стрелков на фоне разрушенного замка, 1934

Турильче (укр. Турильче) — село в Скала-Подольской поселковой общине Чортковского района Тернопольской области Украины.
До 2020 года входило в Борщёвский район.
Код КОАТУУ — 6120888101. Население по переписи 2001 года составляло 806 человек.

## Географическое положение
Село Турильче находится на правом берегу реки Збруч,
выше по течению на расстоянии в 4 км расположено село Троица,
ниже по течению на расстоянии в 1,5 км расположено село Подпилипье,
на противоположном берегу — село Пукляки.

## История
- 1462 год — первое упоминание о селе.

## Объекты социальной сферы
- Школа I—II ст.
- Дом культуры.
- Фельдшерско-акушерский пункт.

## Достопримечательности
- Братская могила советских воинов.